# American Hockey League
La American Hockey League (AHL) (Liga Estadounidense de Hockey)

es una liga de hockey sobre hielo profesional estadounidense, reconocida como la segunda mejor de ese país y de América del Norte tras la National Hockey League (NHL: Liga Nacional de Hockey), de la cual es su subsidiaria. Sirve como liga de desarrollo de la NHL, y todos y cada uno de los 27 equipos de la AHL tienen pactos de afiliación con los de la NHL.
La historia de la liga se remonta a 1926, con la creación de la Canadian-American Hockey League (Can-Am: Liga Canadiense-Estadounidense de Hockey) y sus equipos en
Springfield (Massachusetts),
Boston,
Quebec (Canadá),
Providence (Rhode Island) y
New Haven (Connecticut).
En 1936, la liga Can-Am se fusionó con la International Hockey League (fundada en 1929) para formar la International-American Hockey League.
Con la retirada de los últimos equipos canadienses, la liga se renombró como American Hockey League en 1941.
En la temporada 2001-2002 la liga creció en un número de seis equipos gracias a la quiebra de la International Hockey League.
Las oficinas centrales de la liga se encuentran en Springfield.
El actual presidente de la AHL es David Andrews.
El campeón de cada temporada de los playoff de la AHL es premiado con la Copa Calder.

## Historia

### Fusión de ligas
Los orígenes de la AHL se remontan a dos ligas profesionales: la Canadian-American Hockey League, fundada en 1926 y la primera International Hockey League, fundada en 1929. Debido a que la CAHL nunca se desarrolló con más de 6 equipos, tras la partida de los Boston Bruin Cubs en la temporada 1935-36, la liga se redujo a apenas 4 equipos, Springfield Indians, Philadelphia Ramblers, Providence Reds y New Haven Eagles. En aquella misma temporada, su liga rival, la IHL perdió también a la mitad de sus miembros, quedándose únicamente con Buffalo Bisons, Syracuse Stars, Pittsburgh Hornets y Cleveland Falcons.
La pobre cantidad de equipos en ambas ligas redujo significativamente la base económica de las mismas, lo cual fue reconocido por los presidentes de ambas organizaciones. La solución final fue comenzar a jugar partidos entre los equipos restantes (algo común en las ligas estadounidenses). La CAHL tenía su base geográfica en el Noreste, mientras la IHl en la región de los Grandes Lagos, lo que hizo el tema logístico algo de poca preocupación. De este modo, nacería la International-American Hockey League, con los equipos de la CAHL formando la División Este, y los de la IHL formando la División Oeste. La IHL decidió otorgar el trofeo F. G. "Teddy" Oke (normalmente otorgado al campeón de su liga) al ganador de la temporada regular de la división oeste, lo cual ocurrió hasta 1952. El Trofeo Oke es actualmente otorgado al ganador de la temporada regular de la División Noreste de la AHL.
Poco después del inicio de la temporada, la liga volvió a sufrir inconvenientes. Los Buffalo Bisons se vieron obligados a finalizar operaciones el 6 de diciembre de 1936 debido a problemas financieros. El fixturo volvió a organizarse para esta temporada (y las demás) para contar únicamente con 7 equipos.
Al final de la temporada 1936-37 se modificó el formato de playoffs, añadiendo tres rondas a dicha fase. Asimismo, se instauró un nuevo trofeo de campeonato: la '''Copa Calder'''. En aquella edición, Syracuse Stars derrotaron a Philadelphia Ramblers en la final en una serie que finalizó 3-1, llevándose la primera Copa Calder, que continúa siendo el trofeo entregado al ganador de los playoffs de la actual AHL.

### Instauración oficial
Después de dos temporadas jugadas como ligas independientes con un trofeo y calendarios en común, los presidentes de los siete clubes se reunieron en la Nueva York el 28 de junio de 1938, acordando consolidar la liga como una competición única. Maurice Podoloff, antiguo presidente de la CAHL fue elegido presidente de la IAHL; John Chick, presidente de la IHL, fue elegido vicepresidente.
La nueva IAHL añadió una octava franquicia en la reunión de 1938 para llenar el vacío dejado porBuffalo hace dos años; los campeones de la Eastern Amateur Hockey League, Hershey Bears. De este modo, el fixture de temporada regular aumentó de 48 a 54 partidos por equipo.
Hershey Bears es el único equipo de aquellas 8 franquicias en mantenerse ininterrumpidamente en la liga desde la temporada 1938-39.

### Contracción, resolución y expansión
La liga fue renombrada en la temporada 1939-40 como 'American Hockey League. Durante sus primeras tres décadas de existencia, la liga gozó de relativo éxito y estabilidad financiera. A finales de los 60 e inicios de los 70, debido a la expansión exponencia de la NHL hizo más difícil para la AHL el crear estrategias de negocio efectivas (la NHL obtuvo franquicias en Pittsburgh y Buffalo, ciudades importantes para la AHL); la formación de la World Hockey Association forzó la reubicación de Cleveland Barons, Baltimore Clippers y Quebec Aces, agravando la situación. El número de equipos en ligas mayores aumentó de seis a treinta en apenas siete años y los salarios de jugadores subieron exponencialmente debido a la alta demanda, afectando aún más la situación financiera.
Si bien lo anterior no parecía afectar a la AHL en primera instancia, pues llegó a expandirse a 12 equipos en 1970, una revolución ocurrió en la NHL y afectó directamente a la Liga Americana. Para ayudar a bajar los salarios en NHL, los equipos redujeron el límite de jugadores admisibles en plantilla, mientras los jugadores de equipos de AHL amenazaron con exigir mayores salarios para quedarse en los equipos. Como resultado de ello, 6 de los 12 equipos salieron de la liga entre 1974 y 1977. 
El punto de inflexión llegó a mediados de 1977, cuando Rhode Island Reds, la última franquicia remanente desde la temporada 1936-37 y la franquicia con más tiempo ininterrumpido en una liga menor en Estados Unidos y Canadá, decidió cerrar operaciones después de 51 años.
Dos hechos ayudaron a revertir la crisis en la AHL: Philadephia Flyers regresó a la liga como dueño de un equipo filial y, el colapso de la nueva North American Hockey League apenas dos semanas después de su inicio.
La nueva franquicia de los Philadelphia Flyers se convirtió en los exitosos Maine Mariners, quienes ganaron la temporada regular y los playoffs dos veces consecutivas en sus dos primeras temporadas. Mientras tanto, la caída de la NAHL trajo consigo la entrada de Philadelphia Firebirds y Binghamton Dusters; Hampton Gulls (prodecentes de la Southern Hockey League se sumaron a la liga en la temporada 1977-78. Hampton se disolvió en 1978, pero fue reemplazado por New Brunswick Hawks. La World Hockey Association se disolvió en 1979, dando vía libre a la expansión de equipos en la AHL, alcanzando 20 en la temporada 2000-01.

### Absorción final de la IHL
Los equipos aumentaron a 27 para la temporada 2001-02 tras la absorción de seis equipos de la International Hockey League una liga independiente que se autoproclamó la "Segunda Categoría" de ligas menores en Estados Unidos y Canadá pero que cerró en 2001 por problemas financieros. La repentina adición de equipos provocó que se encontraran dos equipos con un mismo nombre: Milwaukee Admirals y Norfolk Admirals. La anterior situación finalizó en la temporada 2014-15 cuando el equipo de Norfolk se mudó a San Diego y fue reemplazado por otro equipo.

### Década del 2000
Utah Grizzlies cerraron operaciones en la 2004-05, vendieron su franquicia en 2006 y regresaron en 2007 como Lake Erie Monsters (actualmente conocidos como Cleveland Monsters). Chicago Wolves (2002, 2008), Houston Aeros (2003), Milwaukee Admirals (2004) y Grand Rapids Griffins (2013, 2017) se coronaron campeones de la Copa Calder y fueron los únicos en ganarla siendo equipos procedentes de la refundada IHL.

Manitoba Moose se reubicó a San Juan de Terranova en 2011, renombrándose como St John's IceCaps, lo anterior a causa de la mudanza del Atlanta Thrashers a Winnipeg. En 2013, Houston Aeros se mudó a Des Moines, Iowa, renombrándose como Iowa Wild. Chicago, Grand rapids y Milwaukee son los únicos equipos procedentes de la IHL en continuar en su sede inicial desde su mudanza; los IceCaps regresaron a Winnipeg como Manitoba Moose. 

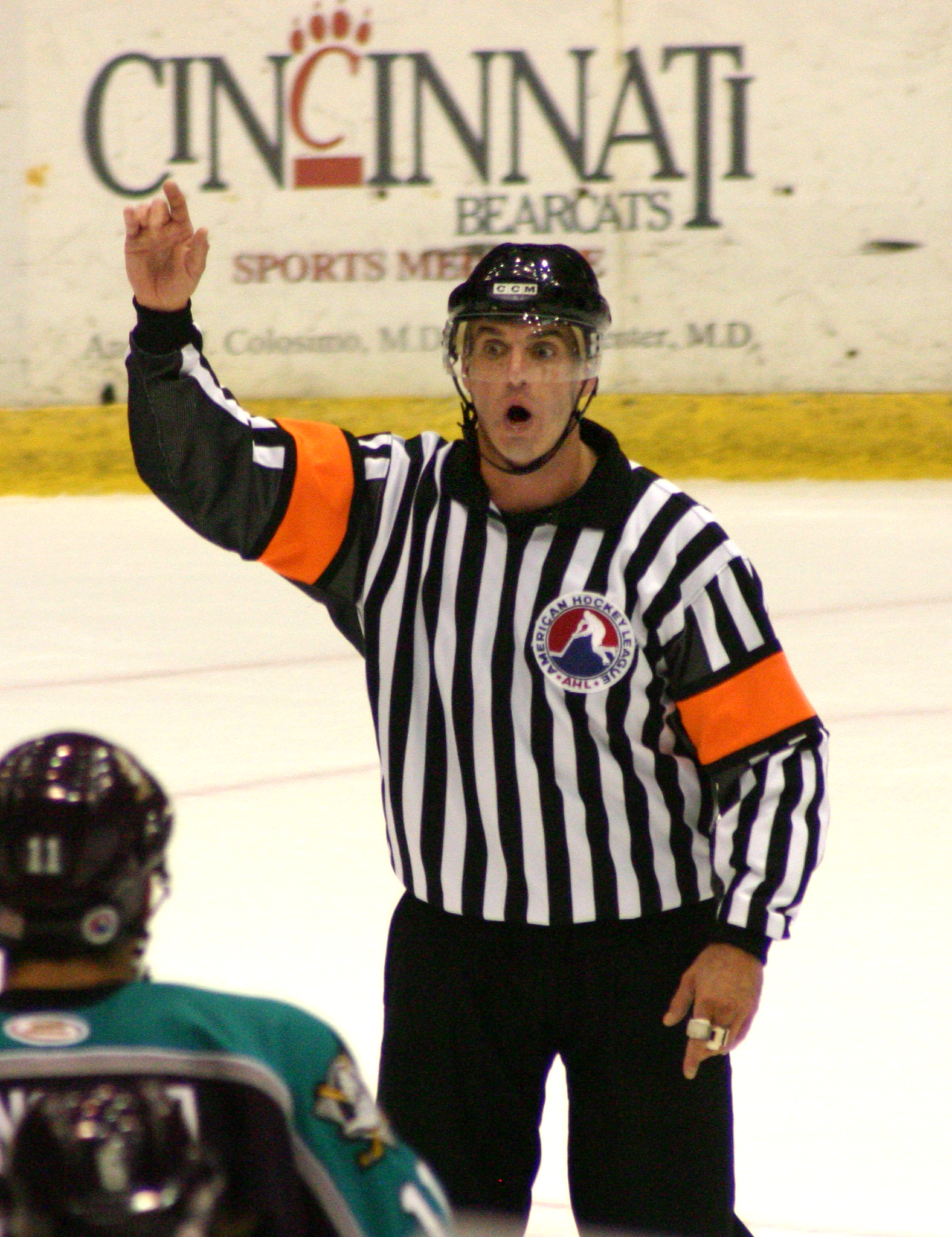
Árbitro de hockey de la Liga de Hockey de Estados Unidos.

### Reubicaciones y reordenamiento final
A inicios de la temporada 2015-16, doce franquicias se reubicaron por decisión de sus clubes dueños de NHL.
En enero de 2015, la AHL anunció la reubicación de cinco franquicias más; Adirondack, Mánchester, Norfolk, Oklahoma City y Worcester; todas ellas a California para crear una nueva División Pacífico. Los equipos reubicados fueron afiliados o comprados por equipos de la División Pacífico de la NHL. Los movimientos de franquicias continuaron con reubicaciones en equipos canadienses: St John's IceCaps regresaron a Winnipeg y los Hamilton Bulldogs se trasladaron a San Juan de Terranova y tomaron el nombre de IceCaps.
En temporadas posteriores, más equipos de NHL se interesaron en la liga. En 2016, Springfield Falcons fue comprado por Arizona Coyotes, siendo reubicado y renmbrado como Tucson Roadrunners, uniéndose a la División Pacífico. El equipo de Springfield fue reemplazado por los Springfield Thunderbirds, nuevo nombre de los Portland Pirates. Montreal Canadiens, dueño de los IceCaps, mudaron la franquicia a Laval, Quebec, renombrándose como Laval Rocket en 2017. Binghamton Senators fue comprado por Ottawa Senators y fue trasladado a Belleville, Ontario, renombrándose como Belleville Senators, mientras Albany Devils, filial de New Jersey Devils se trasladó a Binghamton.
En la 2018-19, la AHL recibió a su equipo número 31: Colorado Eagles, filial del Colorado Avalanche. Tras la expansión en 2021 de la NHL con la entrada del Seattle Kraken, la AHL aprobó un nuevo equipo de expansión, Coachella Valley Firebirds, de Palm Springs, California.
En febrero de 2020, San Antonio Rampage fue comprado, reubicado y renombrado como Henderson Silver Knights, trasladándose a la División del Pacífico. Vancouver Cannucks reubicó a su franquicia de Utica a Abbotsford, mientras los Utica Comets acordaron operar la franquicia bajo el nombre de Binghamton Devils. En mayo de 2022 se anunció que Stockton Heat se reubicaría en Calgary, Alberta.

## Equipos
| División          | Equipo                         | Ciudad           | Estado             | Arena                            | Fundación        | Afiliación       | Entrenador          | Afiliado              |
| Conferencia Este  | Conferencia Este               | Conferencia Este | Conferencia Este   | Conferencia Este                 | Conferencia Este | Conferencia Este | Conferencia Este    | Conferencia Este      |
| ----------------- | ------------------------------ | ---------------- | ------------------ | -------------------------------- | ---------------- | ---------------- | ------------------- | --------------------- |
| Atlántico         | Bridgeport Islanders           | Bridgeport       | Connecticut        | Total Montgage Arena             | 2001             | 2001             | Brent Thompson      | New York Islanders    |
| Atlántico         | Charlotte Checkers             | Charlotte        | Carolina del Norte | Bojangles Coliseum               | 1990             | 1990             | Geordie Kinnear     | Florida Panthers      |
| Atlántico         | Hartford Wolf Pack             | Hartford         | Connecticut        | XL Center                        | 1926             | 1936             | Kris Knoblauch      | New York Rangers      |
| Atlántico         | Hershey Bears                  | Hershey          | Pensilvania        | Giant Center                     | 1938             | 1938             | Todd Nelson         | Washington Capitals   |
| Atlántico         | Lehigh Valley Phantoms         | Allentown        | Pensilvania        | PPL Center                       | 1996             | 1996             | Ian Laperriere      | Philadelphia Flyers   |
| Atlántico         | Providence Bruins              | Providence       | Rhode Island       | Amica Mutual Pavilion            | 1987             | 1987             | Ryan Mougenel       | Boston Bruins         |
| Atlántico         | Springfield Thunderbirds       | Springfield      | Massachusetts      | MassMutual Center                | 1975             | 1981             | Drew Bannister      | St. Louis Blues       |
| Atlántico         | Wilkes-Barre/Scranton Penguins | Wilkes-Barre     | Pensilvania        | Mohegan Sun Arena at Casey Plaza | 1981             | 1981             | J. D. Forrest       | Pittsburgh Penguins   |
| Norte             | Belleville Senators            | Belleville       | Ontario            | CAA Arena                        | 1972             | 1972             | Troy Mann           | Ottawa Senators       |
| Norte             | Cleveland Monsters             | Cleveland        | Ohio               | Rocket Mortgage FieldHouse       | 1994             | 2001             | Trent Vogelhuber    | Columbus Blue Jackets |
| Norte             | Laval Rocket                   | Laval            | Quebec             | Place Bell                       | 1969             | 1969             | Jean-François Houle | Montreal Canadiens    |
| Norte             | Rochester Americans            | Rochester        | Nueva York         | Blue Cross Arena                 | 1956             | 1956             | Seth Appert         | Buffalo Sabres        |
| Norte             | Syracuse Crunch                | Syracuse         | Nueva York         | Upstate Medical University Arena | 1992             | 1992             | Benoit Groulx       | Tampa Bay Lightning   |
| Norte             | Toronto Marlies                | Toronto          | Ontario            | Coca-Cola Coliseum               | 1978             | 1978             | Greg Moore          | Toronto Maple Leafs   |
| Norte             | Utica Comets                   | Útica            | Nueva York         | Adirondack Bank Center           | 1998             | 1998             | Kevin Dineen        | New Jersey Devils     |
| Conferencia Oeste |                                |                  |                    |                                  |                  |                  |                     |                       |
| Central           | Chicago Wolves                 | Rosemont         | Illinois           | Allstate Arena                   | 1994             | 2001             | Brock Sheahan       | Carolina Hurricanes   |
| Central           | Grand Rapids Griffins          | Grand Rapids     | Míchigan           | Van Andel Arena                  | 1996             | 2001             | Ben Simon           | Detroit Red Wings     |
| Central           | Iowa Wild                      | Des Moines       | Iowa               | Wells Fargo Arena                | 1994             | 2001             | Tim Army            | Minnesota Wild        |
| Central           | Manitoba Moose                 | Winnipeg         | Manitoba           | Canada Life Centre               | 1994             | 2001             | Mark Morrison       | Winnipeg Jets         |
| Central           | Milwaukee Admirals             | Milwaukee        | Wisconsin          | UW-Milkwaukee Panther Arena      | 1970             | 2001             | Karl Taylor         | Nashville Predators   |
| Central           | Rockford IceHogs               | Rockford         | Illinois           | BMO Harris Bank Center           | 1995             | 1995             | Anders Sorensen     | Chicago Blackhawks    |
| Central           | Texas Stars                    | Cedar Park       | Texas              | H-E-B Center at Cedar Park       | 1999             | 1999             | Neil Graham         | Dallas Stars          |
| Pacífico          | Abbotsford Canucks             | Abbotsford       | Columbia Británica | Abbotsford Centre                | 1932             | 1936             | Trent Cull          | Vancouver Canucks     |
| Pacífico          | Bakersfield Condors            | Bakersfield      | California         | Machanics Bank Arena             | 1984             | 1984             | Colin Chaulk        | Edmonton Oilers       |
| Pacífico          | Calgary Wranglers              | Calgary          | Alberta            | Scotiabank Saddledome            | 1977             | 1977             | Mitch Love          | Calgary Flames        |
| Pacífico          | Coachella Valley Firebirds     | Thousand Palms   | California         | Acrisure Arena                   | 2022             | 2022             | Dan Bylsma          | Seattle Kraken        |
| Pacífico          | Colorado Eagles                | Loveland         | Colorado           | Budweiser Events Center          | 2003             | 2018             | Greg Conin          | Colorado Avalanche    |
| Pacífico          | Henderson Silver Knights       | Henderson        | Nevada             | Dollar Loan Center               | 1971             | 1971             | Manny Viveiros      | Vegas Golden Knights  |
| Pacífico          | Ontario Reign                  | Ontario          | California         | Toyota Arena                     | 2001             | 2001             | Marco Sturm         | Los Angeles Kings     |
| Pacífico          | San Diego Gulls                | San Diego        | California         | Pechanga Arena                   | 2000             | 2000             | Roy Sommer          | Anaheim Ducks         |
| Pacífico          | San Jose Barracuda             | San José         | California         | Tech CU Arena                    | 1996             | 1996             | John McCarthy       | San Jose Sharks       |
| Pacífico          | Tucson Roadrunners             | Tucson           | Arizona            | Tucson Convention Center         | 1994             | 1994             | Steve Potvin        | Arizona Coyotes       |

## Equipos desaparecidos
| - Adirondack Red Wings (1979-1999) - Baltimore Bandits (1995-1997; renombrados como Cincinnati Mighty Ducks) - Baltimore Clippers (1962-1976) - Baltimore Skipjacks (1982-1993; renombrados como Portland Pirates) - Binghamton Dusters (1977-1997; renombrados como Binghamton Whalers en 1980, luego se convertirían en los Binghamton Rangers en 1990; y más tarde en los Hartford Wolf Pack) - Boston Braves (1971-1974) - Buffalo Bisons (1936) - Buffalo Bisons (1940-1970) - Cape Breton Oilers (1988-1996; renombrados como Hamilton Bulldogs) - Capital District Islanders (1990-1993; renombrados como Albany River Rats) - Carolina Monarchs (1995-1997) - Cincinnati Mighty Ducks (1997-2005) - Cincinnati Mohawks (1949-1952) - Cincinnati Swords (1971-1974) - Cleveland Barons (1937-1972; renombrados como Jacksonville Barons) - Cleveland Barons (2001-2006; renombrados como Worcester Sharks) - Cleveland Falcons (1936-1937) - Cornwall Aces (1993-1996) - Edmonton Road Runners (2004-2005) - Erie Blades (1981-1982) - Fredericton Canadiens (1990-1999; renombrados como Quebec Citadelles) - Fredericton Express (1981-1988; renombrados como Halifax Citadels) - Halifax Citadels (1988-1993) - Hamilton Canucks (1992-1994; renombrados como Syracuse Crunch) - Hamilton Bulldogs (1996-2002; renombrados como Toronto Roadrunners) - Hampton Gulls (1977-1978) - Indianapolis Capitals (1939-1952) - Jacksonville Barons (1972-1974) - Kentucky Thoroughblades (1996-2001; renombrados en la actualidad como Cleveland Barons) - Louisville Panthers (1999-2001; renombrados como Iowa Stars) | - Maine Mariners (1977-1992; renombrados como Providence Bruins) - Moncton Alpines (1982-1994; renombrados como Moncton Golden Flames en 1984, y posteriormente Moncton Hawks en 1987) - Montreal Voyageurs (1969-1971; renombrados como Nova Scotia Voyageurs) - New Brunswick Hawks (1978-1982; renombrados como Moncton Alpines) - Beast of New Haven (1997-1999) - New Haven Eagles (1936-1943, 1945-1951, renombrados como New Haven Ramblers en 1946) - New Haven Nighthawks (1972-1992) - Newmarket Saints (1986-1991; renombrados como St. John's Maple Leafs) - New Haven Senators (1992-1993; renombrados como Prince Edward Island Senators) - Nova Scotia Oilers (1984-1988; renombrados como Cape Breton Oilers) - Nova Scotia Voyageurs (1971-1984) - Philadelphia Firebirds (1977-1979; renombrados como Syracuse Firebirds) - Philadelphia Ramblers (1936-1940) - Philadelphia Rockets (1940-1942, 1946-1949; renombrados como Cincinnati Mohawks) - Pittsburgh Hornets (1936-1956; renombrados como Rochester Americans) - Pittsburgh Hornets (1961-1967) - Prince Edward Island Senators (1993-1996; renombrados como Binghamton Senators) - Providence Reds (1936-1976; renombrados como Rhode Island Reds (1976-1977) y posteriormente Binghamton Dusters) - Quebec Aces (1959-1971) - Quebec Citadelles (1999-2002; renombrados como Hamilton Bulldogs) | - Richmond Robins (1971-1976) - Saint John Flames (1993-2003; renombrados como Omaha Ak-Sar-Ben Knights) - San Antonio Rampage (2002-2020; renombrados como Henderson Silver Knights) - Sherbrooke Canadiens (1984-1990; renombrados como Fredericton Canadiens) - Sherbrooke Jets (1982-1984) - Springfield Indians (1936-1942, 1946-1951; became Syracuse Warriors) - Springfield Indians (1954-1994; renombrados como Springfield Kings (1967-1974), y posteriormente Worcester IceCats) - St. Catharines Saints (1982-1986; renombrados como Newmarket Saints) - St. John's Maple Leafs (1991-2005; renombrados como Toronto Marlies) - St. Louis Flyers (1944-1953) - Syracuse Eagles (1974-1975) - Syracuse Firebirds (1979-1980) - Syracuse Stars (1936-1940; renombrados como Buffalo Bisons) - Syracuse Warriors (1951-1954; renombrados como Springfield Indians) - Tidewater Wings (1971-1972; renombrados como Virginia Wings (1972-1975) - Toronto Roadrunners (2003-2004; renombrados como Edmonton Road Runners) - Utah Grizzlies (2001-2005; actualmente en la ECHL) - Utica Devils (1987-1993) - Washington Lions (1941-1943) - Washington Lions (1947-1949; renombrados como Cincinnati Mohawks) - Worcester IceCats (1994-2005; renombrados como Peoria Rivermen) |

## Clásico de las Estrellas de la AHL
| Año  | Ganador                  | Perdedor            |
| ---- | ------------------------ | ------------------- |
| 1997 | Combinado Mundial 3      | Canadá 2            |
| 1998 | Canadá 11                | Combinado EE. UU 10 |
| 1999 | Combinado EE. UU 5       | Canadá 4            |
| 2000 | Combinado EE. UU 17      | Canadá 12           |
| 2001 | Canadá 10                | Combinado EE. UU 10 |
| 2002 | Canadá 13                | Combinado EE. UU 11 |
| 2003 | Canadá 10                | Combinado EE. UU 7  |
| 2004 | Canadá 9                 | Combinado EE. UU 5  |
| 2005 | Combinado EE. UU 5       | Canadá 4 SO         |
| 2006 | Canadá 9                 | Combinado EE. UU 4  |
| 2007 | Toronto, Ontario, Canadá |                     |

## Salón de la Fama de la AHL
El 6 de enero de 2006, la liga anunció las primeras personalidades investidas como miembros del nuevo Salón de la Fama de la AHL: Johnny Bower, Jack Butterfield, Jody Gage, Fred Glover, Willie Marshall, Frank Mathers y Eddie Shore.

## Historial
| Temporada | Campeón                               | Serie                                 | Subcampeón                            | MVP                                   |
| --------- | ------------------------------------- | ------------------------------------- | ------------------------------------- | ------------------------------------- |
| 1936-37   | Syracuse Stars                        | 3 - 1                                 | Philadelphia Ramblers                 |                                       |
| 1937-38   | Providence Reds                       | 3 - 1                                 | Syracuse Stars                        |                                       |
| 1938-39   | Cleveland Barons                      | 3 - 1                                 | Philadelphia Ramblers                 |                                       |
| 1938-40   | Providence Reds                       | 3 - 0                                 | Pittsburgh Hornets                    |                                       |
| 1940-41   | Cleveland Barons                      | 3 - 2                                 | Hershey Bears                         |                                       |
| 1941-42   | Indianapolis Capitals                 | 3 - 2                                 | Hershey Bears                         |                                       |
| 1942-43   | Buffalo Bisons                        | 3 - 0                                 | Indianapolis Capitals                 |                                       |
| 1943-44   | Buffalo Bisons                        | 4 - 0                                 | Cleveland Barons                      |                                       |
| 1944-45   | Cleveland Barons                      | 4 - 2                                 | Hershey Bears                         |                                       |
| 1945-46   | Buffal BIsons                         | 4 - 3                                 | Cleveland Barons                      |                                       |
| 1946-47   | Hershey Bears                         | 4 - 3                                 | Pittsburgh Hornets                    |                                       |
| 1947-48   | Cleveland Barons                      | 4 - 0                                 | Buffalo Bisons                        |                                       |
| 1948-49   | Providence Reds                       | 4 - 3                                 | Hershey Bears                         |                                       |
| 1949-50   | Indianapolis Capitals                 | 4 - 0                                 | Cleveland Barons                      |                                       |
| 1950-51   | Cleveland Barons                      | 4 - 3                                 | Pittsburgh Hornets                    |                                       |
| 1951-52   | PIttsburgh Hornets                    | 4 - 2                                 | Providence Reds                       |                                       |
| 1952-53   | Cleveland Barons                      | 4 - 3                                 | Pittsburgh Hornets                    |                                       |
| 1953-54   | Cleveland Barons                      | 4 - 2                                 | Hershey Bears                         |                                       |
| 1954-55   | Pittsburgh Hornets                    | 4 - 2                                 | Buffalo Bisons                        |                                       |
| 1955-56   | Providence Reds                       | 4 - 0                                 | Cleveland Barons                      |                                       |
| 1956-57   | Cleveland Barons                      | 4 - 1                                 | Rochester Americans                   |                                       |
| 1957-58   | Hershey Bears                         | 4 - 2                                 | Springfield Indians                   |                                       |
| 1958-59   | Hershey Bears                         | 4 - 2                                 | Buffalo Bisons                        |                                       |
| 1959-60   | Springfield Indians                   | 4 - 1                                 | Rochester Americans                   |                                       |
| 1960-61   | Springfield Indiands                  | 4 - 0                                 | Hershey Bears                         |                                       |
| 1961-62   | Sprinfield Indians                    | 4 - 1                                 | Buffalo Bisons                        |                                       |
| 1962-63   | Buffalo BIsons                        | 4 - 3                                 | Hershey Bears                         |                                       |
| 1963-64   | Cleveland Barons                      | 4 - 0                                 | Quebech Aces                          |                                       |
| 1964-65   | Rochester Americans                   | 4 - 1                                 | Hershey Bears                         |                                       |
| 1965-66   | Rochester Americans                   | 4 - 2                                 | Cleveland Barons                      |                                       |
| 1966-67   | Pittsburgh Hornets                    | 4 - 0                                 | Rochester Americans                   |                                       |
| 1967-68   | Rochester Americans                   | 4 - 2                                 | Quebec Aces                           |                                       |
| 1968-69   | Hershey Bears                         | 4 - 1                                 | Quebec Aces                           |                                       |
| 1969-70   | Buffalo Bisons                        | 4 - 0                                 | Springfield Kings                     |                                       |
| 1970-71   | Springfield Kings                     | 4 - 0                                 | Providence Reds                       |                                       |
| 1971-72   | Nova Scotia Voyageurs                 | 4 - 2                                 | Baltimore Clippers                    |                                       |
| 1972-73   | Cincinnati Swords                     | 4 - 1                                 | Nova Scotia Voyageurs                 |                                       |
| 1973-74   | Hershey Bears                         | 4 - 1                                 | Providence Reds                       |                                       |
| 1974-75   | Springfield Indians                   | 4 - 1                                 | New Haven Nighthawks                  |                                       |
| 1975-76   | Nova Scotia Voyageurs                 | 4 - 1                                 | Hershey Bears                         |                                       |
| 1976-77   | Nova Scotia Voyageurs                 | 4 - 2                                 | Rochester Americans                   |                                       |
| 1977-78   | Maine Mariners                        | 4 - 1                                 | New Haven Nighthawks                  |                                       |
| 1978-79   | Maine Mariners                        | 4 - 0                                 | New Haven Nighthawks                  |                                       |
| 1979-80   | Hershey Bears                         | 4 - 2                                 | New Brunswick Hawks                   |                                       |
| 1980-81   | Adirondack Red Wings                  | 4 - 2                                 | Maine Mariners                        |                                       |
| 1981-82   | New Brunswick Hawks                   | 4 - 1                                 | Binghamton Whalers                    |                                       |
| 1982-83   | Rochester Americans                   | 4 - 0                                 | Maine Mariners                        |                                       |
| 1983-84   | Maine Mariners                        | 4 - 1                                 | Rochester Americans                   | Bud Stefanski                         |
| 1984-85   | Sherbrooke Canadiens                  | 4 - 2                                 | Baltimore Skipjacks                   | Brian Skrudland                       |
| 1985-86   | Adirondack Red Wings                  | 4 - 2                                 | Hershey Bears                         | Tim Tookey*                           |
| 1986-87   | Rochester Americans                   | 4 - 3                                 | Sherbrooke Canadiens                  | David Fenyves                         |
| 1987-88   | Hershey Bears                         | 4 - 0                                 | Fredericton Express                   | Wendell Young                         |
| 1988-89   | Adirondack Red Wings                  | 4 - 1                                 | New Haven Nighthawks                  | Sam Sit. Laurent                      |
| 1989-90   | Springfield Indians                   | 4 - 2                                 | Rochester Americans                   | Jeff Hackett                          |
| 1990-91   | Springfield Indians                   | 4 - 2                                 | Rochester Americans                   | Kay Whitmore                          |
| 1991-92   | Adirondack Red Wings                  | 4 - 3                                 | St. John's Maple Leafs                | Allan Bester                          |
| 1992-93   | Cape Breton Oilers                    | 4 - 1                                 | Rochester Americans                   | Bill McDougall                        |
| 1993-94   | Portland Pirates                      | 4 - 2                                 | Moncton Hawks                         | Olaf Kölzig                           |
| 1994-95   | Albany River Rats                     | 4 - 0                                 | Fredericton Canadiens                 | Corey Schwab y Mike Dunham            |
| 1995-96   | Rochester Americans                   | 4 - 3                                 | Portland Pirates                      | Dixon Ward                            |
| 1996-97   | Hershey Bears                         | 4 - 1                                 | Hamilton Bulldogs                     | Mike McHugh                           |
| 1997-98   | Philadelphia Phantoms                 | 4 - 2                                 | Saint John Flames                     | Mike Maneluk                          |
| 1998-99   | Providence Bruins                     | 4 - 1                                 | Rochester Americans                   | Peter Ferraro                         |
| 1999-00   | Hartford Wolf Pack                    | 4 - 2                                 | Rochester Americans                   | Derek Armstrong                       |
| 2000-01   | Saint John Flames                     | 4 - 2                                 | Wilkes-Barre/Scranton Penguins        | Steve Begin                           |
| 2001-02   | Chicago Wolves                        | 4 - 1                                 | Bridgeport Sound Tigers               | Pasi Nurminen                         |
| 2002-03   | Houston Aeros                         | 4 - 3                                 | Hamilton Bulldogs                     | Johan Holmqvist                       |
| 2003-04   | Milwaukee Admirals                    | 4 - 0                                 | Wilkes-Barre/Scranton Penguins        | Wade Flaherty                         |
| 2004-05   | Philadelphia Phantoms                 | 4 - 0                                 | Chicago Wolves                        | Antero Niittymaki                     |
| 2005-06   | Hershey Bears                         | 4 - 2                                 | Milwaukee Admirals                    | Frederic Cassivi                      |
| 2006-07   | Hamilton Bulldogs                     | 4 - 1                                 | Hershey Bears                         | Carey Price                           |
| 2007-08   | Chicago Wolves                        | 4 - 2                                 | Wilkes-Barre/Scranton Penguins        | Jason Krog                            |
| 2008-09   | Hershey Bears                         | 4 - 2                                 | Manitoba Moose                        | Michal Neuvirth                       |
| 2009-10   | Hershey Bears                         | 4 - 2                                 | Texas Stars                           | Chris Bourque                         |
| 2010-11   | Binghamton Senators                   | 4 - 2                                 | Houston Aeros                         | Robin Lehner                          |
| 2011-12   | Norfolk Admirals                      | 4 - 0                                 | Toronto Marlies                       | Alexandre Picard                      |
| 2012-13   | Grand Rapids Griffins                 | 4 - 2                                 | Syracuse Crunch                       | Tomas Tatar                           |
| 2013-14   | Texas Stars                           | 4 - 1                                 | St. John's IceCaps                    | Travis Morin                          |
| 2014-15   | Manchester Monarchs                   | 4 - 1                                 | Utica Comets                          | Jordan Weal                           |
| 2015-16   | Lake Erie Monsters                    | 4 - 0                                 | Hershey Bears                         | Oliver Bjorkstrand                    |
| 2016-17   | Grand Rapids Griffins                 | 4 - 2                                 | Syracuse Crunch                       | Tyler Bertuzzi                        |
| 2017-18   | Toronto Marlies                       | 4 - 3                                 | Texas Stars                           | Andreas Johnsson                      |
| 2018-19   | Charlotte Checkers                    | 4 - 1                                 | Chicago Wolves                        | Andrew Poturalski                     |
| 2019-20   | Cancelado por la Pandemia de COVID-19 | Cancelado por la Pandemia de COVID-19 | Cancelado por la Pandemia de COVID-19 | Cancelado por la Pandemia de COVID-19 |
| 2020-21   | Cancelado por la Pandemia de COVID-19 | Cancelado por la Pandemia de COVID-19 | Cancelado por la Pandemia de COVID-19 | Cancelado por la Pandemia de COVID-19 |
| 2021-22   | Chicago Wolves                        | 4 - 1                                 | Springfield Thunderbirds              | Josh Leivo                            |

## Palmarés
| Equipo                         | Campeonatos | Subcampeonatos | Efectividad |
| ------------------------------ | ----------- | -------------- | ----------- |
| Hershey Bears                  | 11          | 12             | .478        |
| Cleveland Barons               | 9           | 5              | .643        |
| Springield Indians/Kings       | 7           | 2              | .778        |
| Rochester Americans            | 6           | 10             | .375        |
| Buffalo Bisons                 | 5           | 4              | .556        |
| Adirondack Red Wings           | 4           | 0              | 1.000       |
| Providence Reds                | 4           | 3              | .571        |
| Maine Mariners                 | 3           | 2              | .600        |
| Nova Scotia Voyageurs          | 3           | 1              | .750        |
| Pittsburgh Hornets             | 3           | 4              | .429        |
| Chicago Wolves                 | 3           | 2              | .600        |
| Grand Rapids Griffins          | 2           | 0              | 1.000       |
| Indianapolis Capitals          | 2           | 1              | .667        |
| Philadelphia Phantoms          | 2           | 0              | 1.000       |
| Albany River Rats              | 1           | 0              | 1.000       |
| Binghamton Senators            | 1           | 0              | 1.000       |
| Cape Breton Oilers             | 1           | 0              | 1.000       |
| Charlotte Checkers             | 1           | 0              | 1.000       |
| Cincinnati Swords              | 1           | 0              | 1.000       |
| Hamilton Bulldogs              | 1           | 1              | .500        |
| Hartford Wolf Pack             | 1           | 0              | 1.000       |
| Houston Aeros                  | 1           | 1              | .500        |
| Cleveland Monsters             | 1           | 0              | 1.000       |
| Manchester Monarchs            | 1           | 0              | 1.000       |
| Milwaukee Admirals             | 1           | 0              | 1.000       |
| New Brunswick Hawks            | 1           | 1              | .500        |
| Norfolk Admirals               | 1           | 0              | 1.000       |
| Portland Pirates               | 1           | 1              | .500        |
| Providence Bruins              | 1           | 0              | 1.000       |
| Saint John Flames              | 1           | 1              | .500        |
| Sherbrooke Canadiens           | 1           | 1              | .500        |
| Syracuse Stars                 | 1           | 1              | .500        |
| Texas Stars                    | 1           | 2              | .333        |
| Toronto Marlies                | 1           | 1              | .500        |
| Bridgeport Islanders           | 0           | 1              | .000        |
| Manitoba Moose                 | 0           | 1              | .000        |
| Springfield Thunderbirds       | 0           | 1              | .000        |
| Baltimore Clippers             | 0           | 1              | .000        |
| Binghamton Whalers             | 0           | 1              | .000        |
| Syracuse Crunch                | 0           | 2              | .000        |
| Philadelphia Ramblers          | 0           | 2              | .000        |
| Quebec Aces                    | 0           | 3              | .000        |
| Wilkes-Barre/Scranton Penguins | 0           | 3              | .000        |
| New Haven Nighthawks           | 0           | 4              | .000        |